# Shathong Mon
Shathong Mon Dzong, Chinees: Xaitongmoin Xiàn is een arrondissement in de prefectuur Shigatse in de Tibetaanse Autonome Regio, China. In 1999 telde het arrondissement 40.641 inwoners. De gemiddelde jaarlijkse temperatuur is 4,2°C en jaarlijks valt er gemiddeld 350 tot 400 mm neerslag.